# تیسااورش
تیسااورش (به مجاری:  Tiszaörs) یک منطقهٔ مسکونی در مجارستان است که در ناحیه تیسافورد واقع شده‌است. تیسااورش ۳۷٫۱۰ کیلومتر مربع مساحت و ۱٬۳۷۹ نفر جمعیت دارد.